# Alcubilla de las Peñas
Alcubilla de las Peñas est un village de la province de Soria et de la communauté autonome de Castille-et-León en Espagne.